# Heliocheilus aberrans
Heliocheilus aberrans là một loài bướm đêm thuộc họ Noctuidae. Nó được tìm thấy ở Lãnh thổ Thủ đô Úc, New South Wales, Lãnh thổ Bắc Úc, Queensland, Victoria và Tây Úc.

## Hình ảnh

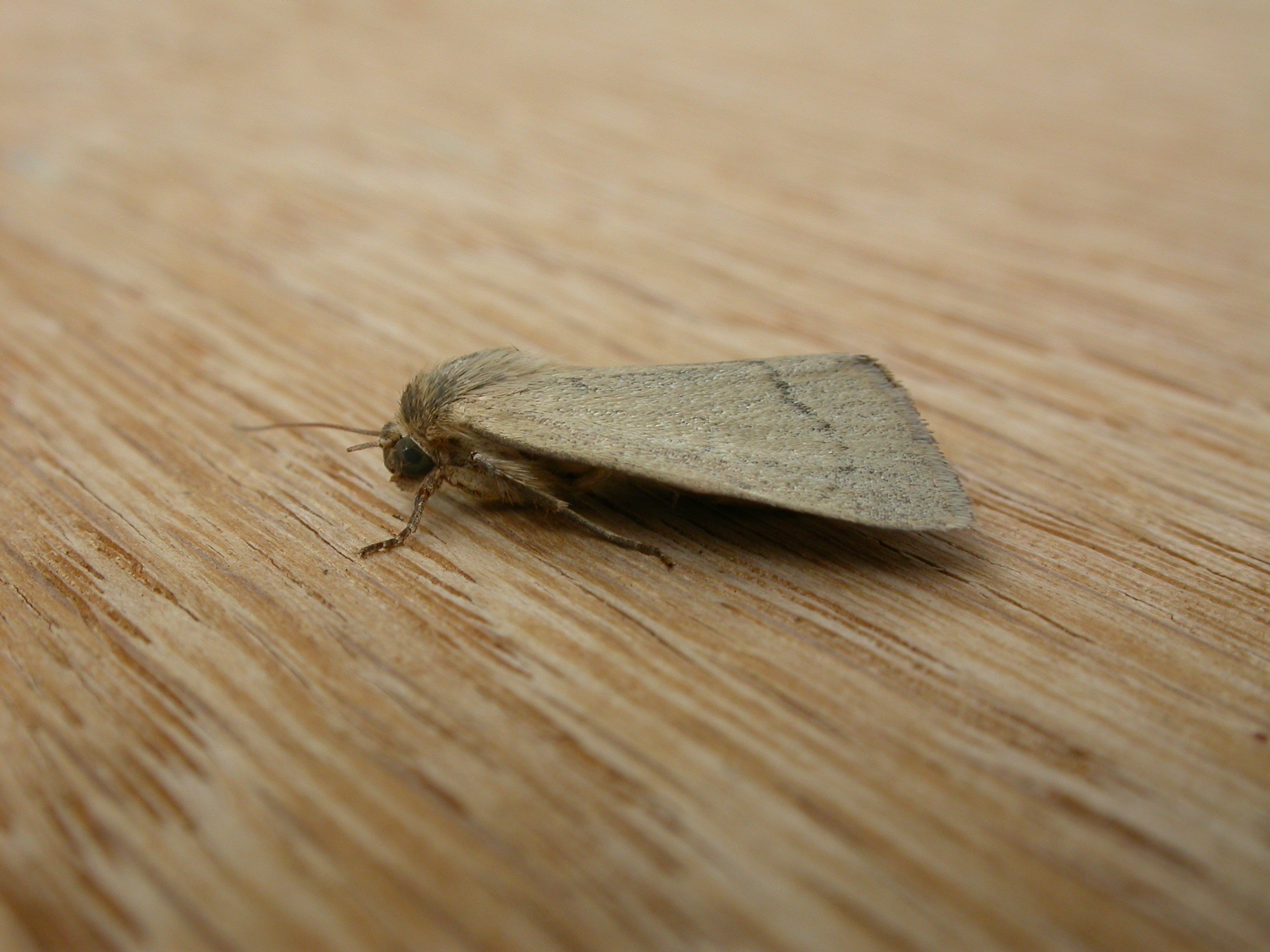
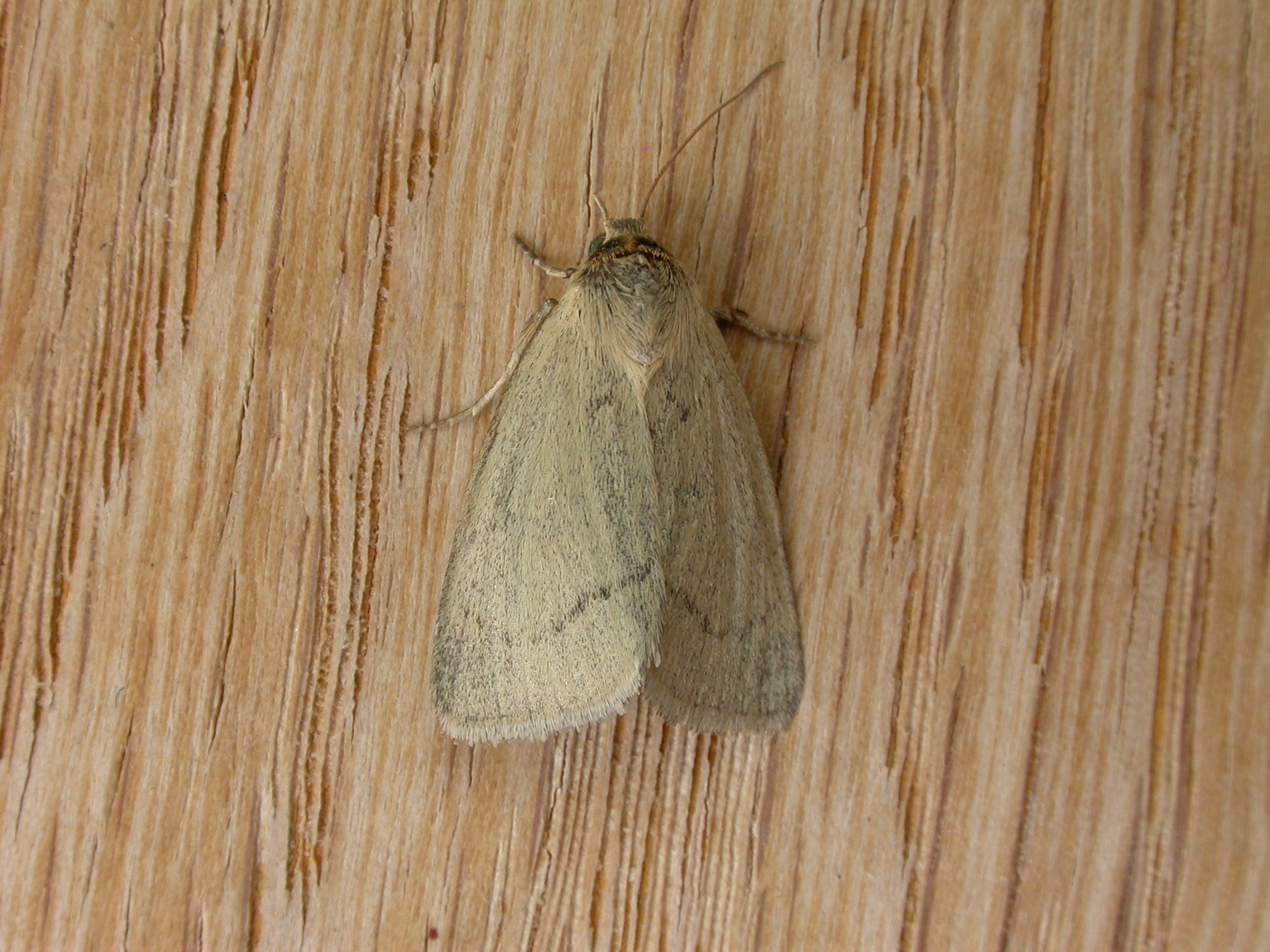